# Będzimysł
Będzimysł [bɛ̃ˈd͡ʑimɨsw] — staropolskie imię męskie, zrekonstruowane na podstawie nazwy wsi Będziemyśl, dawniej Będzimyśl [bɛ̃d͡ʑiˈmɨɕl̩], złożone z członów Będzie- ("będzie") i -mysł ("myśleć").  
Będzimysł imieniny obchodzi 6 marca.